# Aerangis flexuosa
Aerangis flexuosa é uma espécie de orquídea monopodial epífita, família Orchidaceae, que habita São Tomé.